# Manuel Méndez (político)
Manuel Méndez (n. Sensuntepeque, ? - m. San Salvador, 1 de septiembre de 1872) fue un abogado salvadoreño que se desempeñó como magistrado de la Corte Suprema de Justicia, vicepresidente de la República durante el mandato de Santiago González y presidente provisional de la República del 1 de mayo al 9 de julio de 1872, para luego volverse a desempeñar como vicepresidente hasta su asesinato el 1 de septiembre de 1872.

## Biografía
Manuel Méndez nació en Sensuntepeque en los días de la independencia, realizó sus estudios universitarios en la Universidad Nacional en la ciudad de San Vicente, de donde se graduó como abogado en 1854 y desde año se dedicó a su profesión, luego en 1858 fue diputado propietario por el distrito de Zacatecoluca.
El 12 de febrero de 1860 por decreto legislativo fue nombrado magistrado propietario de la Corte Suprema de Justicia y fue reelecto para ese mismo cargo el 21 de febrero de 1862. Posteriormente el 9 de diciembre de 1871 aceptó el cargo de Ministro del Interior e Instrucción pública siendo presidente de la república Santiago González Portillo quién había depuesto al presidente Francisco Dueñas ese mismo año.
Se presentó como candidato a vicepresidente en las elecciones de 1872 (en ese entonces se elegía de forma separada al presidente y vicepresidente), el 10 de enero de ese año es declarado vicepresidente electo de la república y por lo tanto acompañando en el gobierno al presidente electo Santiago González Portillo.
El 1 de mayo de 1872, Santiago González dejó la presidencia para dirigirse con un contingente de tropas salvadoreñas junto a las tropas guatemaltecas para derrocar el gobierno hondureño de José María Medina; por ello ese mismo día la presidencia es entregada a Manuel Méndez quien la ocupó de forma provisional hasta el 9 de julio de ese mismo año cuando Santiago González regresó triunfante de la invasión a Honduras. Tras su corto período presidencial, Méndez volvió a ocuparse de la vicepresidencia.

### Asesinato
En el 1 de septiembre de 1872 fue asesinado en San Salvador. En el siguiente día, el presidente Santiago González decreta que todos los funcionarios públicos del país guardarán luto durante 9 días, excitó a todos los habitantes de la república a que hagan demostraciones de duelo en honor de Méndez y que "los funerales y demás actos que se verifiquen se harán del modo más solemne por cuenta y en nombre del gobierno". En el 5 de septiembre, se publicó en el número 71 del tomo 1 del Boletín Oficial, el decreto antedicho y un artículo titulado "El sacrificio de un patriota" escrito por Álvaro Contreras.
En el octubre de 1872, en la casa número 28, calle del diez de abril en San Salvador, se abrió una galería artística de A. Harcq en la que vendió retratos del licenciado don Manuel Méndez de todos tamaños que eran los mismos que habían mandado hacer la familia de Méndez y el presidente.
En el 4 de octubre de 1882, el presidente Rafael Zaldívar obsequió a la Universidad Central un busto de Manuel Méndez. En el 14 de octubre, la familia de Manuel Méndez residida en Sensuntepeque, por medio del señor Santiago Méndez, le dio gracias al gobierno.